# Інюшка
Іню́шка (рос. Инюшка) — присілок у складі Біловського округу Кемеровської області, Росія.

## Населення
Населення — 334 особи (2010; 509 у 2002).
Національний склад (станом на 2002 рік):
- росіяни — 98 %